# Averievita
L'averievita és un mineral de la classe dels vanadats. Rep el seu nom del vulcanòleg rus Valerii Viktorovich Averiev (1929-1968).

## Característiques
L'averievita és un vanadat amb fórmula Cu₆(VO₄)₂O₂Cl₂. Cristal·litza en el sistema hexagonal formant cristalls pseudohexagonals de fins a 0,3 mm. La seva duresa a l'escala de Mohs és de 4 i la seva exfoliació és bona on {1010}.
Segons la classificació de Nickel-Strunz, l'averievita pertany a «08.BA: Fosfats, etc. amb anions addicionals, sense H₂O, només amb cations de mida mitjana, (OH, etc.):RO₄ sobre 1:1» juntament amb els següents minerals: ambligonita, montebrasita, tavorita, triplita, zwieselita, sarkinita, triploidita, wagnerita, wolfeïta, stanĕkita, joosteïta, hidroxilwagnerita, arsenowagnerita, holtedahlita, satterlyita, althausita, adamita, eveïta, libethenita, olivenita, zincolibethenita, zincolivenita, auriacusita, paradamita, tarbuttita, barbosalita, hentschelita, latzulita, scorzalita, wilhelmkleinita, trol·leïta, namibita, fosfoel·lenbergerita, urusovita, theoparacelsita, turanita, stoiberita, fingerita, lipscombita, richel·lita i zinclipscombita.

## Formació i jaciments
L'averievita va ser descoberta a la fumarola Iadovítaia, al volcà Tolbàtxik (Kamtxatka, (Rússia), literalment "la fumarola verinosa". Aquest lloc té el rècord mundial en nombre d'espècies noves de minerals per metre quadrat, havent-se trobat en aquesta fumarola fins a 15 nous minerals en tan sols 2 metres quadrats. Sol trobar-se associada a altres minerals com: piypita, alumoklyuchevskita, fedotovita, alarsita, nabokoïta, tenorita, lammerita i langbeinita.